# Sukó
Sukó (japonsky 崇光天皇, Sukó-tennó, 25. května 1334 – 31. ledna 1398) byl třetí panovník Severního dvora v období Nanbokučó. Vládl od 18. listopadu 1348 do 26. listopadu 1351.
Princovo osobní jméno (imina) původně znělo Masuhito (益仁), později však bylo změněno na Okihito (興仁). Byl prvním synem 1. císaře Severního dvora Kógona, jeho předchůdce, císař Kómjó, byl jeho strýcem.

## Události za Sukóova života
V roce 1348 se princ Okihito stal korunním princem a ještě v tomtéž roce usedl po abdikaci svého strýce Kómjóa na trůn Severního dvora. Přestože císař Kógon vládl jako takzvaný klášterní císař, rozhořelo se soupeření mezi bratry Ašikagovými, Tadajošim a Takaudžim. Roku 1351 se pak Takaudži vrátil do služeb Jižního dvora a donutil císaře Sukóa, aby se vzdal trůnu. Měla se tak znovu sjednotit císařská linie.
Mír se však záhy rozpadl. V dubnu 1352 využil císař Go-Murakami z Jižního dvora sváru známého jako nepokoje Kannó, jenž probíhal v klanu Ašikaga, dobyl Kjóto a unesl odtud s sebou bývalé (severní) císaře Kógona a Kómjóa a také císaře Sukóa a korunního prince Tadahita. Všichni nakonec skončili v Anau, kde se tehdy nacházel Jižní dvůr. Takaudži Ašikaga proto jmenoval císařem druhého syna císaře Kógona, prince Ijahita (弥仁親王). Ten pak vládl jako císař Go-Kógon.
Po návratu do Kjóta v roce 1357 začal syn císaře Sukóa, princ Jošihito, ve snaze být jmenován korunním princem spolupracovat s vládou šógunátu Ašikaga. Šógunátní vláda se však rozhodla jmenovat korunním princem 2. syna císaře Go-Kógona, prince Ohita (緒仁親王) – budoucího císaře Go-En'júa.
Císař Sukó zemřel roku 1398, ale v roce 1428, 30 let po jeho smrti, se jeho pravnuk Hikohito (彦仁) stal jako adoptivní syn císaře Šókóa císařem Go-Hanazonem. Splnil tak Sukóovo nejvroucnější přání. 
Císař Sukó je tradičně uctíván v pamětní šintoistické svatyni Daikómjódži no misasagi (大光明寺陵) v kjótské čtvrti Fušimi-ku. Úřad pro záležitosti japonského císařského dvora stanovil toto místo jako jeho mauzoleum.

## Rodina
Císař Sukó měl 3 manželky, s nimiž zplodil 4 děti, 3 syny a 1 dceru.

## Rivalové z Jižního dvora
- Go-Murakami